# Siergiej Lebiediew (pisarz)
Siergiej Siergiejewicz Lebiediew (ros.: Сергей Сергеевич Лебедев; ur. 1981 w Moskwie) – rosyjski pisarz, dziennikarz i publicysta. W swojej twórczości koncentruje się na pamięci i niepamięci rosyjskiego społeczeństwa o zbrodniach z okresu ZSRR. Książki Lebiediewa zostały przetłumaczone na ponad 20 języków. 

## Życiorys
Lebiediew pochodzi z rodziny radzieckich geologów. Na jego dojrzałą twórczość wpływ wywarły ekspedycje geologiczne na północy Rosji i w Kazachstanie, w których brał udział jako nastolatek i w trakcie których natknął się na relikty obozów Gułag. Odkrył też ślady zaangażowania swoich krewnych w stalinizm, co zainspirowało go do podejmowania w swojej prozie wątku zatajania niewygodnej przeszłości w historiach rodzinnych.
Lebiediew rozpoczął karierę literacką jako dziennikarz. Jego pierwsza powieść, Granica zapomnienia, znalazła się w 2011 na rosyjskich listach bestsellerów i została przetłumaczona na wiele języków. W tym samym roku Lebiediew otrzymał stypendium Kolokwium Literackiego w Berlinie, sponsorowanego przez Federalne Ministerstwo Spraw Zagranicznych w Berlinie. Jego kolejne powieści, opowiadające o negatywnych psychologicznych skutkach doświadczenia komunizmu w rosyjskim społeczeństwie, okazały się zbyt drażliwe politycznie dla rosyjskich wydawców i swoje premiery miały w formie przekładów na inne języki. Częstymi zabiegami stosowanymi przez Lebiediewa w jego prozie są narracja pierwszoosobowa i rozbudowane metafory.
Lebiediew jest krytykiem obecnego życia politycznego w Rosji. Po reelekcji Władimira Putina na prezydenta państwa w 2018 powiedział, że Rosja jest „chora ze strachu”. Potępił też rosyjską inwazję na Ukrainę w 2022. Od 2018 mieszka w Poczdamie w Niemczech.

## Twórczość

### Powieści
- Предел забвения, wyd. Pierwoje Sientabria, Moskwa 2010
  - wydanie polskie: Granica zapomnienia, tłum. Grzegorz Szymczak, wyd. Claroscuro, Warszawa 2018
- Год кометы, wyd. Cjentr Knigi Rudomino, Moskwa 2014
- Люди августа, wyd. Intellektualnaja Literatura, Moskwa 2016
  - wydanie polskie: Ludzie sierpnia, tłum. Grzegorz Szymczak, wyd. Claroscuro, Warszawa 2021
- Гусь Фриц, wyd. Wremja, Moskwa 2018
  - wydanie polskie: Dzieci Kronosa, tłum. Grzegorz Szymczak, wyd. Claroscuro, Warszawa 2019
- Дебютант, wyd. Corpus, Moskwa 2020
  - wydanie polskie: Debiutant, tłum. Grzegorz Szymczak, wyd. Claroscuro, Warszawa 2020

- Белая дама, wyd. Meduza, Ryga 2024
  - wydanie polskie: Biała Pani, tłum. Grzegorz Szymczak, wyd. Claroscuro, Warszawa 2025

### Zbiór opowiadań
- Титан, wyd. Corpus, Moskwa 2022
  - wydanie polskie: Tytan, tłum. Grzegorz Szymczak, wyd. Claroscuro, Warszawa 2023